# 本金西武

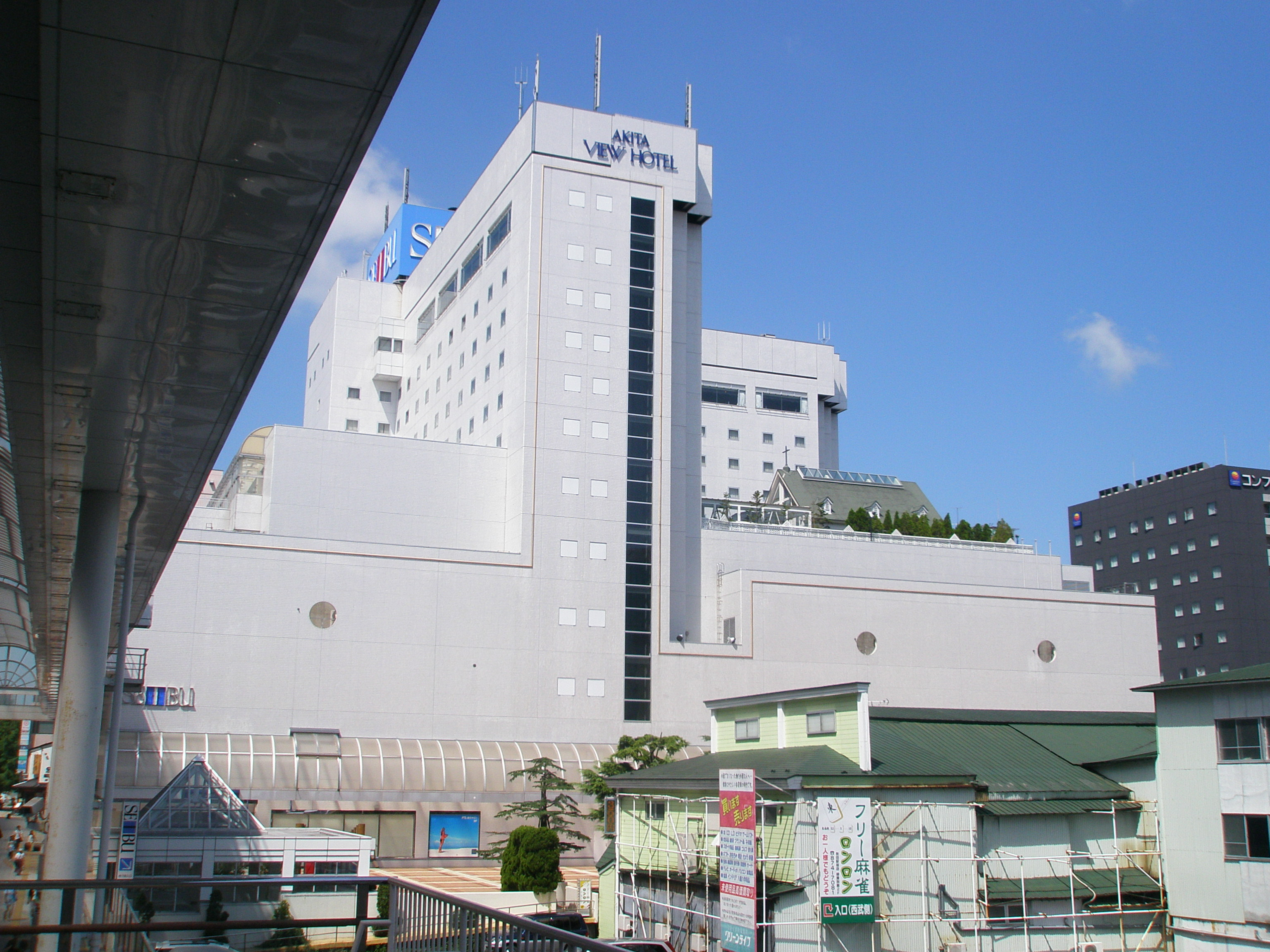
西武秋田店（2010年8月）

株式会社本金西武（ほんきんせいぶ）は、秋田県秋田市の地元百貨店・本金が西友と合弁で設立した企業。後に西武百貨店（現：そごう・西武）へ吸収合併されて企業としては消滅したが、店舗は西武秋田店として継続営業している。

## 本金デパート
西武秋田店は初代本間金之助が1850年（嘉永3年）に上通町に創業した小間物屋「本間屋」を発祥とし、1866年（慶応2年）に現在の大町二丁目（イーホテルショッピングモール所在地）に移転した。
1872年（明治5年）、山内由松が本間家に婿入りし2代目本間金之助を襲名した。篤志家である2代目は、1895年（明治28年）に貧しい家庭の子どもたちに読み書き・ソロバンを教えるために私設学校「福田学校」を創設した。この学校は1927年（昭和2年）まで続き、本金商店は教科書の出版なども手がけた。
1952年（昭和27年）「株式会社本金」に改組し、1959年「本金デパート」を発足させる。向かいには実弟・山内末吉（後の辻兵吉 (2代目)）が婿入りした辻兵呉服店があり、同年には辻兵も総合衣料品店として3階建ての店舗にて営業を始める。辻兵は秋田を代表する企業グループとなり、1981年（昭和56年）旧店舗跡にダイエーを核とする「秋田ニューシティ」をオープンさせた（2002年閉店、2010年建物解体済）。
1964年（昭和39年）、旧態依然たる経営を行っていた本金デパートは経営に行き詰まり、5億6000万円の負債を抱えて内部整理を迫られた。このため、小玉合名会社（現：小玉醸造）専務であった小玉得太郎が再建を請われ、専務として本金に入社した。翌65年には、地上3階建てのビルにエレベーターも完備した展望塔「本金タワー」を増設した。最上階の7階は全面ガラス張り展望室となっており、先行した木内デパートの展望塔を上回り、市内で最も高い建築物となった。
1966年（昭和41年）に前社長の死亡を受け、小玉は社長に昇格し、1971年に負債を完済した。同年には経営を軌道に乗せるには大手の力を借りる必要があるとして、小玉は懇意な堤清二が率いる西武百貨店と業務提携を結び、第三者割当増資による資本参加、人員派遣、商品提供が行われた。
1983年（昭和58年）5月26日、能代市西方沖を震源とする日本海中部地震が発生。地震の影響から、本金タワーが崩壊しこれが屋上を直撃したことで、4階で催事準備をしていた従業員3名が負傷、1人が死亡するなどの惨事に見舞われた。
その後、大町店舗跡地一体にはファッションアベニューADなどを擁した、複合ビル「秋田大町第一生命ビルディング」が建設された。立体駐車場は「秋田ニューシティ第2駐車場」として現存している。

### フロア
エスカレーターは1-2F エレベーターはタワーまで直通で各階止まり。
| 階      |                                                                    |
| ------- | ------------------------------------------------------------------ |
| 7F      | ホンキン学習教室（絵画・書道）                                     |
| 6F      | ゲームサロン                                                       |
| 5F      | ゲームサロン ゴルフサロン                                          |
| 4F（R） | 子供遊技場 ゴルフ練習場 ゴルフショップ（プレハブ）                 |
| 3F      | チャイルドフロア：子供服、玩具、陶器・漆器 大食堂                  |
| 2F      | クロージンググロア：紳士服 呉服 婦人服                             |
| 1F      | エリートフロア：洋品雑貨 郷土品 進物食品 クリーニング 外商         |
| BF      | ホームフロア：食料品 家庭用品 ナスステンレス 園芸コーナー パーラー |

## 本金西武
1970年（昭和45年）に秋田市は「秋田駅前市街地再開発事業基本計画」を策定し、1974年には都市計画が決定する。これを受け、本金ではその一環で建てられる秋田中央ビルディングに新装移転することを計画した。市内には本金と木内の二つの百貨店があったが、ジャスコ、ダイエーなどの総合スーパーと対抗できる百貨店として、西武百貨店と提携関係がある本金が「核として好ましい」と判断され出店に至った。本金としては大町の旧店舗からは1kmの移動となったが、ビルの下層部分、10,189m2が百貨店と金座街で営業していた地権者に割り当てられた。1983年4月21日、本金デパートは、大手スーパー・西友と共同出資で運営会社の「本金西武」を発足させるが、上述の地震による死亡事故の発生で、旧店舗の閉鎖は早まった。これにより、移転開店するまでの約10ヶ月間、西武流通グループが社員を預かるなど、ここでも西武との提携が大きな力となった。
1984年（昭和59年）4月27日、「ほんきん西武」が開業。同居する事になった地元専門店は以下の通り。
MORICHO（森長）・ワタナベ時計店・橋本仏具店・SASACHU FEMME（佐々忠）・モード馬里奈・モード長峯・カトレア・レーブル モリタ・メガネのコニシ
2005年（平成17年）3月、本金西武は西武百貨店に吸収合併され、翌年3月には売り場面積を約12%増床し「秋田西武」に改称。さらに2009年（平成21年）8月、そごう・西武の発足に伴い「西武秋田店」に再度店名は改められた。
2021年（令和3年）3月で3階の営業を終了した。西武秋田店は3階の営業終了について「経営効率化の一環」と説明している。これに伴い、店舗フロアは地階から地上2階までの3層となった。

## 沿革
- 1850年（嘉永3年） - 本間金之助により、「本間屋」創業[2]。
- 1866年（慶応2年） - 大町二丁目に移転。
- 1952年（昭和27年） - 株式会社本金に改組[2]。
- 1959年（昭和34年） - 「本金デパート」発足。
- 1965年（昭和40年） - 地上3階建てのビルに展望塔「本金タワー」設置。
- 1971年（昭和46年） - 本金と西武百貨店が業務提携し、日本百貨店経営協議会（JMA）に加盟。
- 1981年（昭和56年）7月28日 - 中央地区ビル管理法人「株式会社秋田中央ビルディング」設立[10]。
- 1983年（昭和58年）
  - 4月21日 - 本金と西友の合弁により「株式会社本金西武」設立。
  - 5月26日 - 日本海中部地震（震度5）により本金タワー（旧店舗の展望部）が倒壊。[要出典]
- 1984年（昭和59年）4月27日 - 「ほんきん西武」開業。
- 1988年（昭和63年）3月1日 - 西友保有株が西武百貨店に譲渡され、西武百貨店子会社となる。
- 2003年（平成15年）3月1日 - 3階「無印良品本金西武店」の運営が本金西武から良品計画に移管[11]。
- 2005年（平成17年）3月1日 - 西武百貨店に吸収合併。店舗は西武百貨店直営となる（呼称は「ほんきん西武」のまま）。
- 2006年（平成18年）
  - 1月15日 - 3階「無印良品本金西武店」が閉店[要出典][注釈 4]。
  - 1月24日 - 改装工事に着手。
  - 3月9日 - 「秋田西武」に改称。全館リニューアルオープン。
- 2009年（平成21年）8月1日 - そごう・西武の発足に伴い、「西武秋田店」に改称。